# San Juan La Laguna
San Juan La Laguna är en kommunhuvudort i Guatemala.   Den ligger i departementet Departamento de Sololá, i den sydvästra delen av landet, 80 km väster om huvudstaden Guatemala City. San Juan La Laguna ligger 1 556 meter över havet och antalet invånare är 4 608.
Terrängen runt San Juan La Laguna är varierad. Runt San Juan La Laguna är det ganska tätbefolkat, med 214 invånare per kvadratkilometer. Närmaste större samhälle är Santiago Atitlán, 9,0 km sydost om San Juan La Laguna. I omgivningarna runt San Juan La Laguna växer i huvudsak städsegrön lövskog.